# 716 Berkeley
716 Berkeley este un asteroid din centura principală, descoperit pe 30 iulie 1911, de Johann Palisa.